# Croton staminosus
Croton staminosus är en törelväxtart som beskrevs av Johannes Müller Argoviensis. Croton staminosus ingår i släktet Croton och familjen törelväxter. Inga underarter finns listade i Catalogue of Life.